# 살라타 바타타 할와

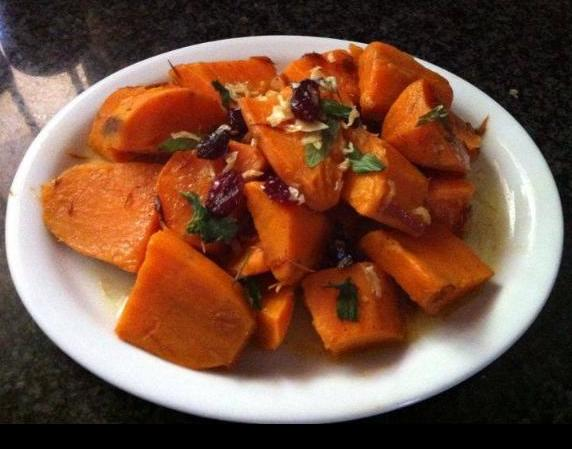
고구마 샐러드의 모습

살라타 바타타 할와(아랍어: سلطة بطاطا حلوة)는 고구마, 양파, 올리브유, 으깬 마늘, 소금, 후추, 간 생강, 계피, 건포도, 고수 잎, 설탕, 물 등을 사용해 만드는 아랍의 샐러드이다. 고구마 샐러드는 아랍 지역에서 인기 있는 요리이며, 특히 마그레브, 레반트, 레바논에서 인기 있다.

## 같이 보기
- 아랍 요리
- 감자 샐러드